# Gracia Couturier
Gracia Couturier  (14 août 1951 à Edmundston au Canada - ) est une écrivaine canadienne.

## Biographie
Gracia Couturier naît le 14 août 1951 à Edmundston, au Nord-Ouest du Nouveau-Brunswick.
Elle entre à l'Université de Moncton, où elle obtient un baccalauréat ès arts en français en 1972 et un baccalauréat en éducation en 1973. Elle enseigne à Bathurst, au Nord de la province, dès l'année suivante. Elle revient à Moncton en 1977, et fait partie des fondateurs du Théâtre l'Escaouette, dans la troupe duquel elle exerce à la fois des fonctions d'administratrice et de comédienne. Elle se déplace à Shippagan, au Nord-Est de la province, en 1981, où elle dirige le Service socio-culturel du campus de l'Université de Moncton. Elle fonde et dirige le Théâtre de Saisons, qui met en scène ses quatre premières pièces, présentées devant les étudiants. Elle devient recherchiste et chroniqueuse à Radio-Canada, à Moncton, en 1985. Elle retourne à l'Université de Moncton en 1995, où elle obtient une maîtrise en création littéraire pour son projet L'Antichambre (1997). Elle est ensuite directrice de production et éditrice des Éditions d'Acadie de 1996 à la faillite de l'entreprise, en 2000.
Elle écrit des pièces de théâtre pour enfants alors qu'elle est à Shippagan. Ses pièces produites au Théâtre l'Escaouette, Le Gros Ti-Gars (1986) et Enfantômes suroulettes (1989) sont aussi pour enfants ; la première traite du rejet et la seconde de la mort. L'auteure aborde la relation de couple d'un point de vue féministe et humoristique dans Les Ans volés (1986), produite pour les étudiants de l'Université de Moncton, ainsi que dans Mon Mari est un ange (1987), une pièce plus absurde que humoristique.
Elle écrit aussi des scénarios et des ouvrages didactiques et a collaboré à la maison d’édition Bouton d'or Acadie. De plus, elle a fait partie du comité de rédaction de la revue Ancrages, une revue acadienne de création littéraire, qui lui doit son nom.
En 2011, elle est invitée à participer au festival littéraire Metropolis bleu.

## Œuvres
Œuvres pour la jeunesse :
- Un tintamarre dans ma tête, roman, Éditions de la Chenelière/McGraw-Hill (2003).
- Le vœu en vaut-il la chandelle, roman, Éditions de la Chenelière/McGraw-Hill (2003).
- La chandeleur de Robert, album, Éditions de la Chenelière/McGraw-Hill (2002).
- Élise à Louisbourg, album, Éditions de la Chenelière/McGraw-Hill (2002).

Romans :
- Chacal, mon frère, Éditions David (2010).
- Je regardais Rebecca, Éditions d’Acadie (1999).
- L’antichambre, Éditions d’Acadie (1997).

Théâtre :
- Enfantômes suroulettes (jeunesse), Michel Henry éditeur (1989).
- Mon mari est un ange, Michel Henry éditeur (1988).
- Les ans volés, Michel Henry éditeur (1988).
- Le gros ti-gars (jeunesse), Michel Henry éditeur (1986).

Collectifs :
- Carpe Diem : anthologie canadienne du haïku, sous la direction de Francine Chicoine, Éditions David (2008).
- Dire la flore, sous la direction de Francine Chicoine, Éditions David (2004).
- Dire la faune, sous la direction de Francine Chicoine, Éditions David (2003).
- Dire le nord, sous la direction de Francine Chicoine et André Duhaime, Éditions David (2002).
- Chevaucher la lune : anthologie de haïku contemporain en français, sous la direction d’André Duhaime  (2001).
- Haïku et francophonie canadienne, sous la direction d’André Duhaime, Éditions David, Éditions du Blé et Éditions Perce-Neige (2000).